# Maria de' Medici
Maria de' Medici (Firenze, 26 aprile 1575 – Colonia, 3 luglio 1642), figlia di Francesco I de' Medici, granduca di Toscana, è stata regina consorte di Francia e Navarra come seconda moglie di Enrico IV di Francia dal 1600 al 1610.

## Biografia

### Giovinezza

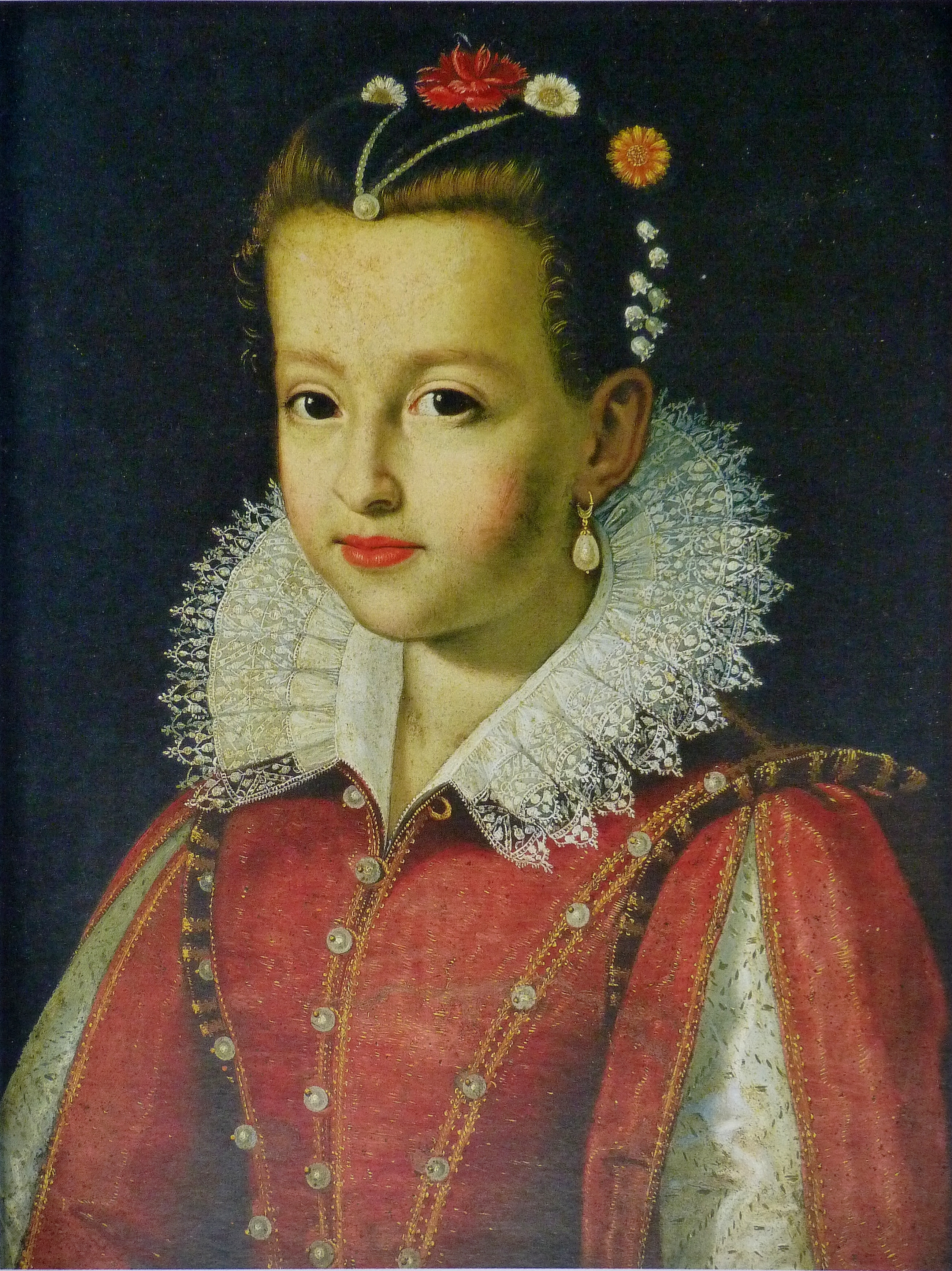
Maria de' Medici bambina

Maria era la sesta figlia di Francesco I de' Medici (1541-1587), granduca di Toscana, e di Giovanna d'Austria (1548-1578), arciduchessa d'Austria, figlia di Ferdinando I d'Asburgo, imperatore del Sacro Romano Impero, e di Anna Jagellone.
Passò un'infanzia triste e solitaria, al palazzo Pitti, dato che rimase orfana di madre a 3 anni e di padre a 12 anni. Suo zio Ferdinando I de' Medici salì sul trono di Toscana e sposò Cristina di Lorena, nipote della regina di Francia Caterina de' Medici. Egli, nonostante il desiderio di favorire la propria dinastia, si preoccupò di fornire ai nipoti rimasti orfani una buona educazione. Maria apprezzava particolarmente le discipline scientifiche e soprattutto le scienze naturali, e si appassionò ai gioielli e alle pietre preziose.
Vicina agli artisti della sua città natale Firenze, fu formata nel disegno, disciplina in cui si mostrò molto dotata, da Jacopo Ligozzi; era anche appassionata di musica (canto e pratica della chitarra e del liuto) e apprezzava il teatro e la danza.
Fisicamente era una donna di bell'aspetto, grande, robusta. Aveva un incarnato bianco, piccoli occhi e capelli castani.
Molto devota, si riteneva che avesse scarso giudizio e scarsa ampiezza di vedute e che, intellettualmente, fosse dipendente del suo entourage. Indolente e disinvolta, aveva per soli compagni le due sorelle, Anna ed Eleonora, e un fratello. Il fratello e la sorella Anna morirono entrambi molto giovani; non le rimase quindi che la sorella maggiore Eleonora, che qualche anno dopo sposò Vincenzo I Gonzaga, duca di Mantova. Dopo il matrimonio di Eleonora, non le rimase come compagno di giochi che il cugino germano Virginio Orsini, al quale sarebbe rimasta sempre molto affezionata.
Le ricchezze dei Medici attirarono verso Maria numerosi pretendenti, come il conte di Vaudémont, fratello minore di Cristina di Lorena, granduchessa di Toscana ma soprattutto zia e tutrice di Maria.
Ma un partito molto più prestigioso si presentò con il re di Francia Enrico IV.

### Regina di Francia

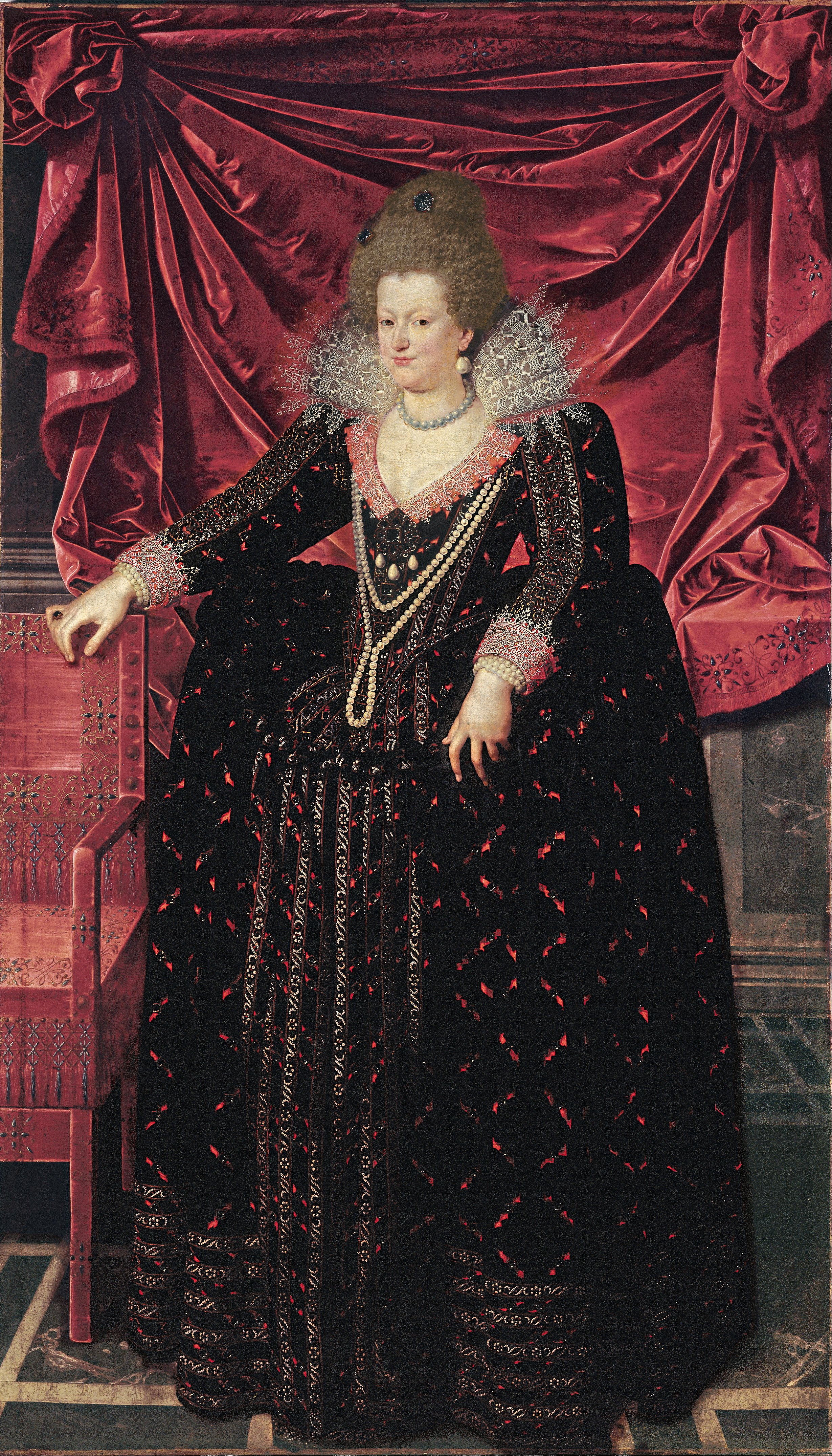
Maria de' Medici dipinta da Frans Pourbus il Giovane (1606)

Il matrimonio di Enrico IV con Maria de' Medici era la soluzione per il re di Francia alle preoccupazioni dinastiche e finanziarie. Maria de' Medici era la nipote dell'imperatore romano germanico Ferdinando I, garantendo quindi una discendenza reale in Francia. In più i Medici, banchieri creditori del re di Francia, promettevano una dote di 600.000 scudi d'oro (2 milioni di livre, di cui 1 milione pagato in contanti per annullare il debito contratto dalla Francia con la banca Medici), motivo per cui una sua rivale gelosa, l'amante del re Henriette d'Entragues, soprannominò Maria «la grassa banchiera».
Il contratto di matrimonio fu firmato a Parigi nel marzo 1600, mentre le cerimonie ufficiali furono organizzate in Toscana e in Francia dal mese d'ottobre al mese di dicembre dello stesso anno. Il matrimonio ebbe luogo a Firenze, per procura: Enrico IV delegò il suo favorito Roger de Bellegarde, che "sposò" Maria il 5 ottobre nella cattedrale di Santa Maria del Fiore. La futura regina lasciò Firenze per Livorno il 23 ottobre, accompagnata da duemila persone che costituivano il suo seguito, e s'imbarcò infine per Marsiglia, dove arrivò il 3 novembre. Antoinette de Pons, marchesa di Guercheville e dama d'onore della futura regina, fu incaricata di accoglierla. La marchesa aveva saputo resistere ai progetti galanti del re, che le diceva: «Anche se siete realmente dama d'onore, voi sarete come mia moglie». Dopo il suo arrivo, Maria de' Medici raggiunse Lione il 3 dicembre. Lei ed Enrico si rincontrarono il 9 dicembre e, dopo la cena, passarono la prima notte di nozze. Il 17 dicembre arrivò il legato pontificio, dando la sua benedizione alla cerimonia religiosa del matrimonio.

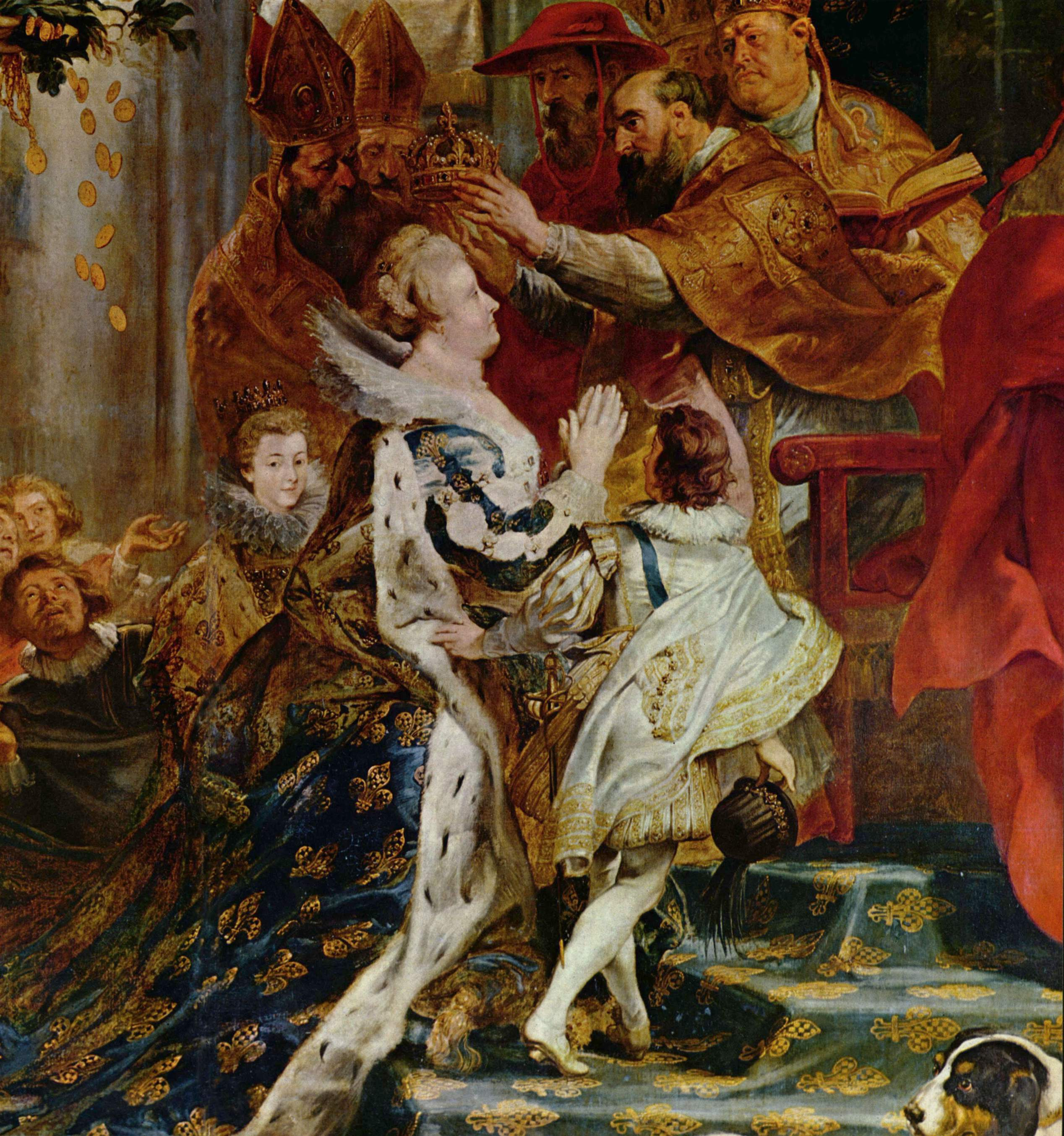
Il cardinale di Joyeuse incorona Maria de' Medici nel 1610, Peter Paul Rubens

La regina rimase presto incinta e mise al mondo il delfino Luigi il 27 settembre 1601, con grande gioia del re e del regno, che attendeva la nascita di un delfino da più di quarant'anni. Maria continuò il suo ruolo di sposa e diede a suo marito una numerosa progenie (6 figli nell'arco di 9 anni), eccetto gli anni 1603-1606, periodo in cui Enrico IV portò le sue attenzioni verso le sue amanti.
Maria de' Medici non s'intese sempre con Enrico IV. Di temperamento geloso, non sopportava le sue scappatelle né le numerose indelicatezze. In effetti, egli la obbligò a sopportarle e le rifiutò spesso il denaro necessario per sostenere tutte le spese che lei intendeva effettuare per manifestare a tutti il suo rango reale. Scenate domestiche ebbero luogo, seguite da periodi di pace relativa.
Maria de' Medici teneva molto a farsi incoronare ufficialmente regina di Francia, ma Enrico IV, per diverse ragioni, politiche soprattutto, rifiutò la cerimonia. Si dovette aspettare il 13 maggio 1610 e il progetto di una lunga assenza del re – Enrico IV partì per condurre "una passeggiata armata" al fine di regolare un conflitto politico tra i principi del Sacro Romano Impero, l'affare di Clèves e Juliers – perché la regina fosse incoronata nella basilica di Saint Denis e facesse la sua entrata ufficiale a Parigi. Il giorno dopo, il re venne assassinato.
(Enrico IV di Francia, sul letto di morte.)

### Il ruolo politico

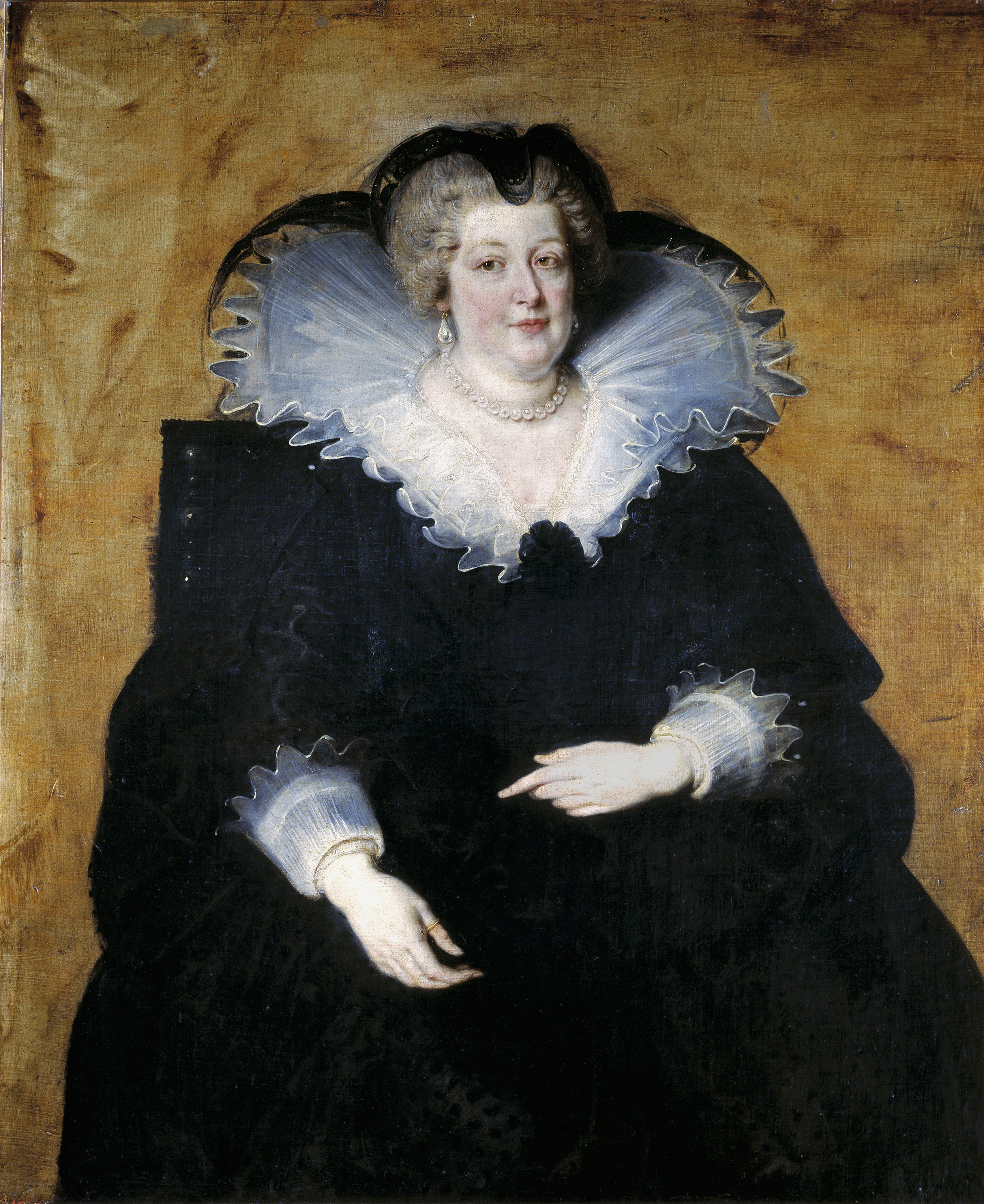
Maria de' Medici ritratta da Peter Paul Rubens nel 1622/25

Quando Enrico IV morì assassinato da François Ravaillac il 14 maggio 1610, Maria de' Medici assunse la reggenza a nome di suo figlio, Luigi XIII, di soli otto anni e quindi troppo giovane per regnare. Alcuni pensano che sia stata complice nell'assassinio del marito, soprattutto perché il duca d'Épernon, il più fedele dei suoi partigiani, conosceva l'assassino ed era stato il suo protettore.
La politica estera di Maria, fortemente influenzata dai suoi consiglieri italiani, fu, al contrario di quella di suo marito, determinata da una forte alleanza con la monarchia spagnola ed orientata quindi più verso il cattolicesimo che il protestantesimo, come invece avrebbe voluto Enrico IV. Il primo passo in questa direzione fu determinato dal matrimonio di suo figlio Luigi con l'infanta Anna (poi nota come Anna d'Austria), il 28 novembre 1615, e quello di sua figlia Elisabetta con l'infante Filippo, futuro Filippo IV di Spagna, nel 1615, in direzione completamente opposta rispetto ai patti stipulati da Enrico IV di Francia col duca Carlo Emanuele I di Savoia poco prima dell'assassinio, con il trattato di Bruzolo del 25 aprile 1610.
La politica interna fu invece un fallimento. Durante il suo regno Maria assistette impotente alle rivolte dei principi protestanti. Nell'aprile del 1617 suo figlio, Luigi XIII, la esautorò e fu costretta a ritirarsi nel castello di Blois. Nel 1622, Maria fu comunque riammessa a far parte del Consiglio di Stato.
Per cercare di riottenere il proprio posto di regnante, Maria, ricorrendo a tutta la propria influenza, sostenne l'avanzata del duca di Richelieu, che fu nominato cardinale nel 1622 ed entrò a far parte del Consiglio reale nel 1624. La politica di Richelieu, nel contesto della guerra dei trent'anni che vedeva ormai contrapposto l'impero ai paesi protestanti tedeschi e europei, finalizzata com'era a una contrapposizione verso i protestanti sul fronte interno (assedio di La Rochelle) ma ostile  all'impero sul fronte estero, si rivelò ben presto contraria al tradizionale indirizzo filoasburgico di Maria e rovesciò tutte le alleanze spagnole fino ad allora consolidate. Maria cercò di opporsi in ogni modo, ricorrendo anche ad un complotto contro il Richelieu insieme al figlio Gastone e ad altri membri della nobiltà (il cosiddetto Parti dévot, cioè Partito devoto), ma proprio a seguito del fallimento del complotto nel 1630 perse ogni autorità e fu costretta agli arresti domiciliari a Compiègne (inizio 1631) e quindi mandata in esilio a Bruxelles.
Sulla sua morte, avvenuta a Colonia nel 1642, vi sono pochi documenti certi, al punto che alcuni ipotizzano che abbia trascorso alcuni anni nella casa-studio del pittore Rubens per poi morire sola ed abbandonata da tutti.

## Discendenza

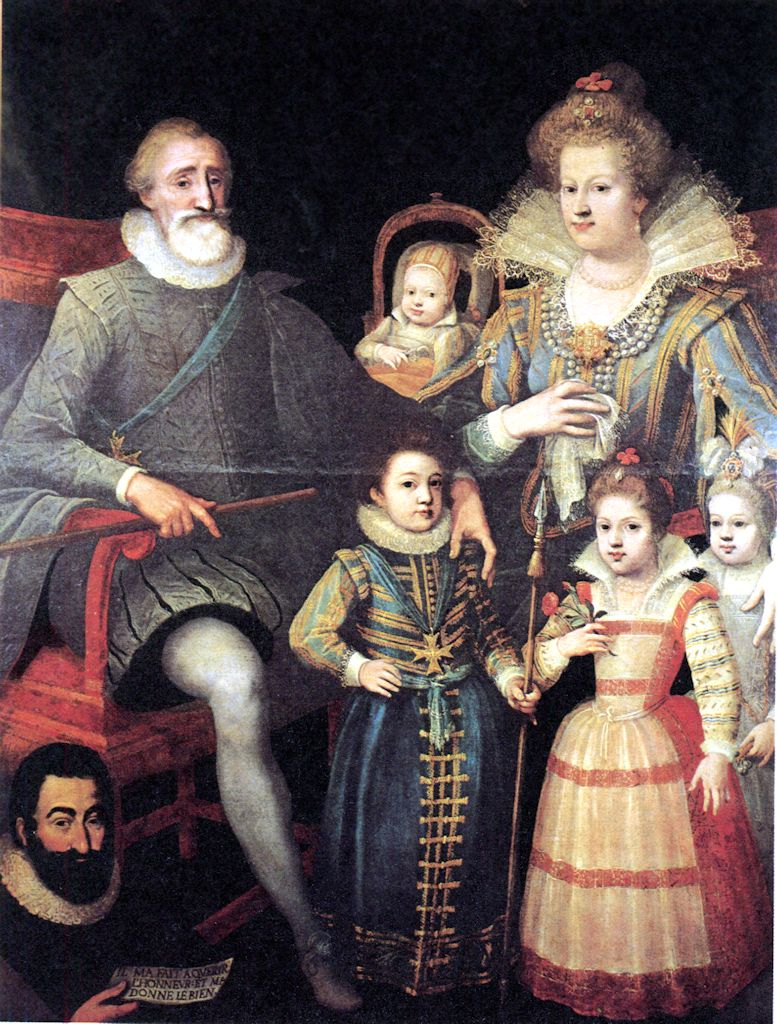
La famiglia reale di Enrico IV di Francia e Maria de' Medici, di Frans Pourbus il Giovane

| Nome             | Nascita | Morte | Note |
| ---------------- | ------- | ----- | --- |
| Luigi            | 1601    | 1643  | Delfino di Francia, divenne re Luigi XIII dopo l'assassinio del padre ma, a causa della sua minore età, la madre gli fece da reggente fino al 1616, quando Luigi fece uccidere Concino Concini, favorito della regina madre. Nel 1624 iniziò la collaborazione con il cardinale Richelieu, che durò fino alla morte di quest'ultimo. Nel 1615 sposò Anna d'Austria, figlia di Filippo III di Spagna, dalla quale ebbe il futuro Luigi XIV e Filippo d'Orléans. |
| Elisabetta       | 1602    | 1644  | Fu data in sposa giovanissima al futuro re di Spagna Filippo IV a cui dette sette figli, fra cui la futura regina di Francia Maria Teresa di Spagna, moglie di Luigi XIV. |
| Maria Cristina   | 1606    | 1663  | Nel 1619 sposò Vittorio Amedeo I di Savoia con cui ebbe sette figli. Alla morte del marito, nel 1637, divenne reggente prima del figlio Francesco Giacinto e, in seguito alla morte di quest'ultimo, dell'altro figlio, il futuro Carlo Emanuele II di Savoia. |
| Nicola Enrico    | 1607    | 1611  | Gli venne conferito il titolo di duca d'Orléans; morì in tenera età, forse a causa di febbre letargica. |
| Gastone          | 1608    | 1660  | Persona colta e raffinata, si scontrò spesso con il fratello Luigi XIII e con il cardinale Richelieu. In prime nozze sposò la duchessa di Montpensier, Maria di Borbone, che morì in gravidanza, e in seconde nozze Margherita di Lorena. Ebbe discendenza. Venne chiamato Monsieur e poi Grand Monsieur per differenziarlo da Petit Monsieur, suo nipote Filippo d'Orléans.                                                                                   |
| Enrichetta Maria | 1609    | 1669  | Nel 1625 divenne regina d'Inghilterra sposando Carlo I Stuart, a cui dette nove figli. La sua fede cattolica l'avrebbe resa poco gradita nel paese del marito. Nel 1644, crollata la posizione del re durante la rivoluzione inglese, Enrichetta Maria fuggì insieme ai figli in Francia, alla corte della cognata Anna d'Austria. |

## Ascendenza
|                        |                        |                                  | Genitori                              |  |  | Nonni |  |  | Bisnonni                  |  |  | Trisnonni            |  |
|                        |                        |                                  |                                       |  |  |       |  |  | Giovanni dalle Bande Nere |  |  | Giovanni il Popolano |  |
|                        |                        |                                  |                                       |  |  |       |  |  | Giovanni dalle Bande Nere |  |  | Giovanni il Popolano |  |
|                        |                        | Caterina Sforza                  |                                       |  |  |       |  |  | Giovanni dalle Bande Nere |  |  |                      |  |
| Cosimo I de' Medici    |                        |                                  |                                       |  |  |       |  |  | Giovanni dalle Bande Nere |  |  |                      |  |
|                        |                        | Maria Salviati                   | Jacopo Salviati                       |  |  |       |  |  |                           |  |  |                      |  |
|                        |                        | Maria Salviati                   | Jacopo Salviati                       |  |  |       |  |  |                           |  |  |                      |  |
|                        |                        | Maria Salviati                   | Lucrezia di Lorenzo de' Medici        |  |  |       |  |  |                           |  |  |                      |  |
| Francesco I de' Medici |                        | Maria Salviati                   |                                       |  |  |       |  |  |                           |  |  |                      |  |
|                        |                        | Pedro Álvarez de Toledo y Zúñiga | Fadrique Álvarez de Toledo y Enríquez |  |  |       |  |  |                           |  |  |                      |  |
|                        |                        | Pedro Álvarez de Toledo y Zúñiga | Fadrique Álvarez de Toledo y Enríquez |  |  |       |  |  |                           |  |  |                      |  |
|                        |                        | Pedro Álvarez de Toledo y Zúñiga | Isabel de Zúñiga y Pimentel           |  |  |       |  |  |                           |  |  |                      |  |
| Eleonora di Toledo     |                        | Pedro Álvarez de Toledo y Zúñiga |                                       |  |  |       |  |  |                           |  |  |                      |  |
|                        |                        | María Osorio y Pimentel          | Luis Pimentel y Pacheco               |  |  |       |  |  |                           |  |  |                      |  |
|                        |                        | María Osorio y Pimentel          | Luis Pimentel y Pacheco               |  |  |       |  |  |                           |  |  |                      |  |
|                        |                        | María Osorio y Pimentel          | Juana Osorio y Bazán                  |  |  |       |  |  |                           |  |  |                      |  |
| Maria de' Medici       |                        | María Osorio y Pimentel          |                                       |  |  |       |  |  |                           |  |  |                      |  |
|                        | Filippo I di Castiglia | Massimiliano I d'Asburgo         |                                       |  |  |       |  |  |                           |  |  |                      |  |
|                        | Filippo I di Castiglia | Massimiliano I d'Asburgo         |                                       |  |  |       |  |  |                           |  |  |                      |  |
|                        | Filippo I di Castiglia | Maria di Borgogna                |                                       |  |  |       |  |  |                           |  |  |                      |  |
| Ferdinando I d'Asburgo | Filippo I di Castiglia |                                  |                                       |  |  |       |  |  |                           |  |  |                      |  |
|                        |                        | Giovanna di Aragona e Castiglia  | Ferdinando II d'Aragona               |  |  |       |  |  |                           |  |  |                      |  |
|                        |                        | Giovanna di Aragona e Castiglia  | Ferdinando II d'Aragona               |  |  |       |  |  |                           |  |  |                      |  |
|                        |                        | Giovanna di Aragona e Castiglia  | Isabella di Castiglia                 |  |  |       |  |  |                           |  |  |                      |  |
| Giovanna d'Austria     |                        | Giovanna di Aragona e Castiglia  |                                       |  |  |       |  |  |                           |  |  |                      |  |
|                        |                        | Ladislao II di Boemia            | Casimiro IV di Polonia                |  |  |       |  |  |                           |  |  |                      |  |
|                        |                        | Ladislao II di Boemia            | Casimiro IV di Polonia                |  |  |       |  |  |                           |  |  |                      |  |
|                        |                        | Ladislao II di Boemia            | Elisabetta d'Asburgo                  |  |  |       |  |  |                           |  |  |                      |  |
| Anna Jagellone         |                        | Ladislao II di Boemia            |                                       |  |  |       |  |  |                           |  |  |                      |  |
|                        |                        | Anna di Foix-Candale             | Gastone II di Foix-Candale            |  |  |       |  |  |                           |  |  |                      |  |
|                        |                        | Anna di Foix-Candale             | Gastone II di Foix-Candale            |  |  |       |  |  |                           |  |  |                      |  |
|                        |                        | Anna di Foix-Candale             | Caterina di Navarra                   |  |  |       |  |  |                           |  |  |                      |  |
|                        |                        | Anna di Foix-Candale             |                                       |  |  |       |  |  |                           |  |  |                      |  |